# River Rouge Plant

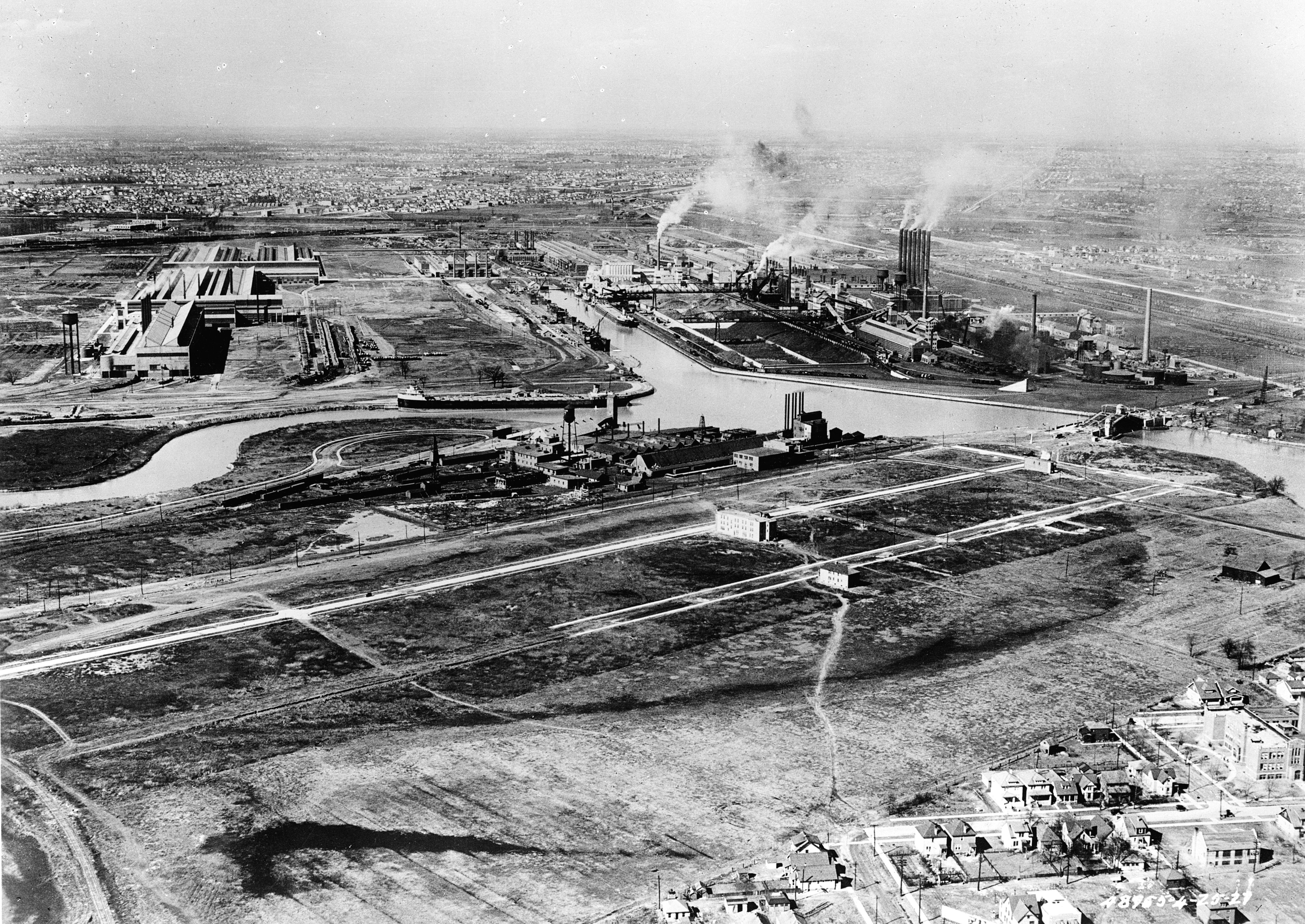
Luchtfoto van de fabriek uit 1941.

De River Rouge Plant, ook Rouge Complex en The Rouge genoemd, is een groot automobielassemblagecomplex van de Ford Motor Company in Dearborn (Michigan). De fabriek ligt op de plaats waar de rivieren River Rouge en Detroit samenkomen. Het tussen 1917 en 1928 gebouwde complex is de grootste geïntegreerde fabriek ter wereld.

## Het complex
De River Rouge Plant meet 2,4 bij 1,6 km en bestaat uit 93 gebouwen die samen zo'n 1,5 km² beslaan. Binnen het complex ligt 160 kilometer spoorweg, een haven, een hoogoven en staalwalserijen, en er is een eigen elektriciteitscentrale. Sommige van de gebouwen op de site werden ontworpen door Albert Kahn. Die ontwierp zo een destijds moderne fabriek met glazen dak waardoor natuurlijk licht kan toetreden. In meer recente tijden werden verschillende gebouwen milieuvriendelijker gemaakt. Dit gebeurde volgens het Cradle to Cradle-principe. Zo werd het dak van Dearborn Truck bijvoorbeeld bedekt met meer dan 40.000 m² vetkruid. De locatie blijft echter zelf zwaar vervuild.

## Geschiedenis

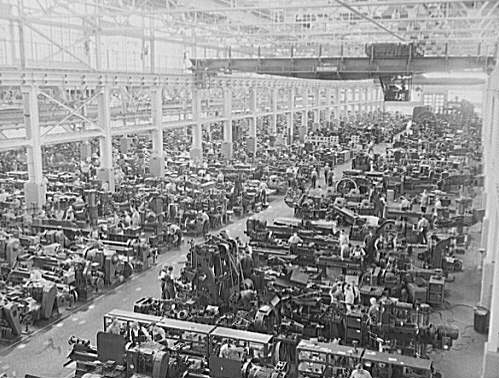
Binnenfoto van Dearborn Tool & Die uit 1944.

In 1915 kocht Henry Ford 8 km² land langs de River Rouge ten westen van de stad Detroit. Hij wilde daar cokes en ijzererts verwerken en tractoren bouwen. In de decennia die volgden werd River Rouge echter uitgebouwd tot een gigantische autofabriek. Tegen 1927 werd de assemblage van Highland Park overgebracht. Alles was nu op deze plaats ondergebracht: de productie van staal, het opwekken van energie, een glasfabriek, en de assemblage. De verschillende fabrieken werden met lopende banden en spoorwegen met elkaar verbonden. Een ongekende massaproductie volgde en het complex was het grootste industriële complex ter wereld. In de jaren 1930 werkten op River Rouge meer dan 100.000 mensen.
Op 26 mei 1937 braken rellen uit toen geprobeerd werd een vakbond op te richten. De opstandige arbeiders werden neergeslagen. Dit incident staat bekend als the Battle of the Overpass.
Vanaf de jaren 1970 begon Ford de productie te decentraliseren en bouwde het autoconcern fabrieken over heel het land. De River Rouge Plant werd daarbij afgeslankt en verschillende delen werden verkocht.
In 1992 werd alleen de Mustang nog gebouwd bij Dearborn Assembly.
Vandaag de dag heeft Ford nog zes fabrieken op deze locatie, met zo'n 6000 werknemers. De staalactiviteiten zijn nu in handen van het Russische Severstal.

## Gebouwde modellen

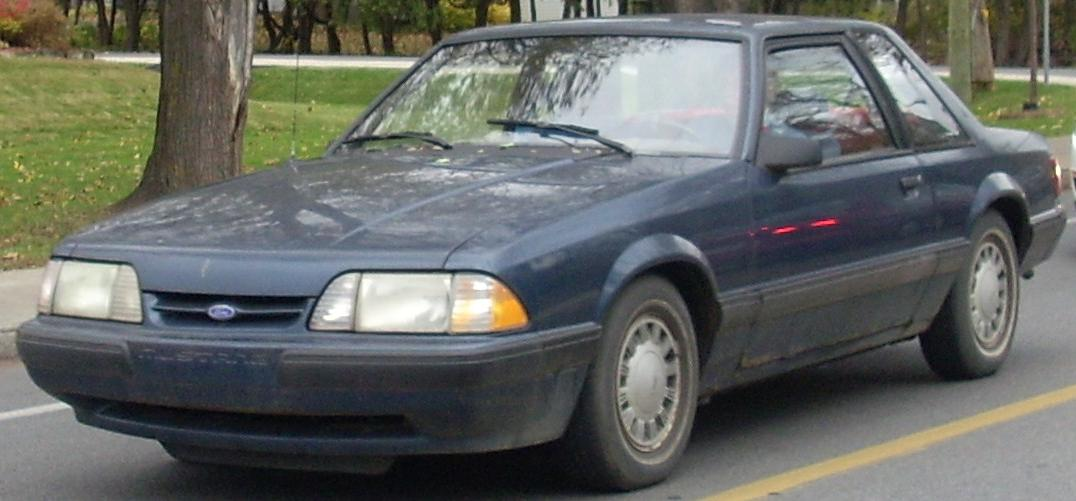
Ford Mustang uit 1987-1990

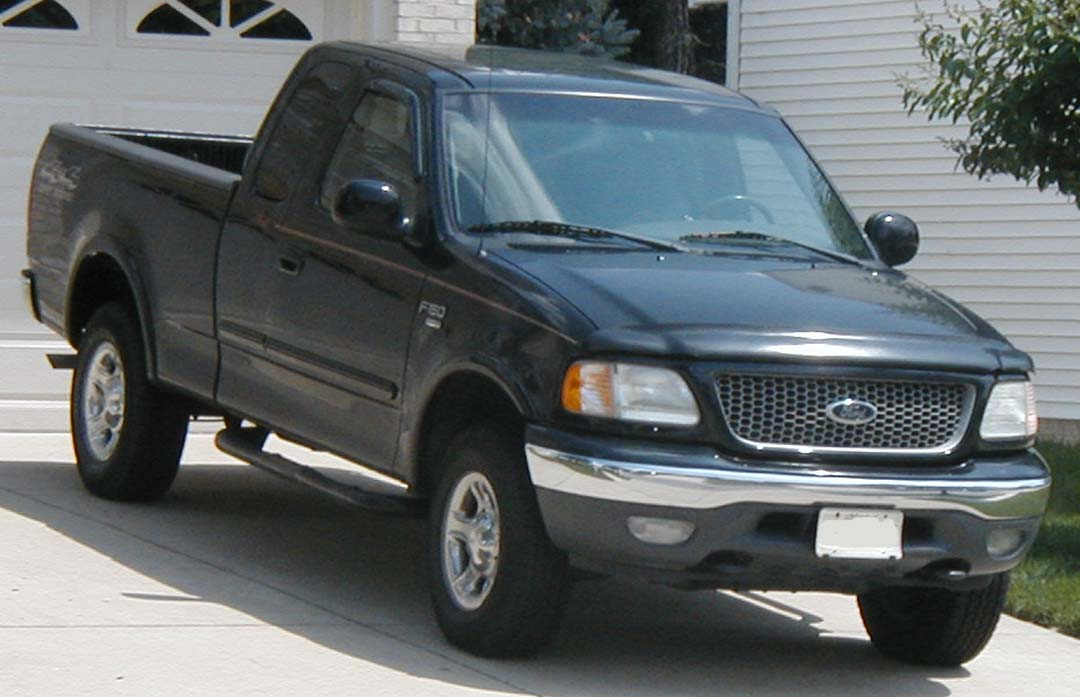
Ford F-150 uit 1997-2003

| Model            | Jaren     |
| ---------------- | --------- |
| Ford Model A     | 1927-1931 |
| Ford Thunderbird |           |
| Ford Mustang     |           |
| Ford F-150       | ? - heden |
| Lincoln Mark LT  | ? - heden |